# Eutrixopsis paradoxa
Eutrixopsis paradoxa är en tvåvingeart som först beskrevs av Townsend 1927.  Eutrixopsis paradoxa ingår i släktet Eutrixopsis och familjen parasitflugor.
Artens utbredningsområde är Sri Lanka. Inga underarter finns listade i Catalogue of Life.